# Elecciones presidenciales de Senegal de 2019
Las elecciones presidenciales se celebraron en Senegal el 24 de febrero de 2019. Antes de las elecciones, en enero de 2019, dos líderes de la oposición, Khalifa Sall y Karim Wade, no pudieron participar debido a condenas por uso indebido de fondos públicos. El Tribunal Constitucional del país ha autorizado preliminarmente a cinco candidatos, incluido al actual presidente Macky Sall.

## Sistema electoral
El presidente de Senegal es elegido utilizando el sistema de dos rondas; un candidato debe recibir más del 50% de los votos para ser elegido en la primera ronda. Si ningún candidato cruza el umbral, se realizará una segunda ronda con los dos candidatos más votados. Y ninguna persona podrá ser candidata a la presidencia si están: 
condenados por crimen, condenados a una pena de prisión no suspensa o a una pena de prisión suspensa de duración superior a un mes, a que se junten multas por delitos como robo, burla, abuso de confianza, tráfico de estupefacientes, desvío de fondos públicos, corrupción y tráfico de influencia y falsificación de documentos. La misma medida abarca también los condenados por delitos a una pena de prisión superior a cinco años. (Artículo L31 del Código Electoral)

## Candidatos
Aunque han sido siete los candidatos que anunciaron que iban a iniciar la carrera presidencial, el Tribunal Constitucional de Dakar ha impedido, por sentencia firme del 14 de enero de 2019, que dos de ellos (el exalcalde de Dakar Khalifa Sall, y el exministro Karim Wade) se presenten por ser condenados por malversación de fondos. Siendo finalmente cinco los candidatos que podrán aspirar a sustituir (o, en su caso, continuar) a Macky Sall al frente del país, los cinco candidatos aprobados por Consejo Constitucional de Senegal son: el presidente saliente, Macky Sall; el antiguo primer ministro, Idrissa Seck, del partido Rewmi; el exministro de Negocios Extranjeros, Madické Niang; Ousmane Sonko, del partido PASTEF; e Issa Sall, del Partido de la Unidad y Movilización (PUR).

## Resultados
| Candidato                                                                           | Partido                                               | Votos     | %     |
| ----------------------------------------------------------------------------------- | ----------------------------------------------------- | --------- | ----- |
| Macky Sall                                                                          | Alianza por la República                              | 2,555,426 | 58.26 |
| Idrissa Seck                                                                        | Rewmi                                                 | 899,556   | 20.51 |
| Ousmane Sonko                                                                       | Patriotas de Senegal por Trabajo, Ética y Fraternidad | 687,523   | 15.67 |
| Issa Sall                                                                           | Partido por Unidad y Movilización                     | 178,613   | 4.07  |
| Madické Niang                                                                       | Independiente                                         | 65,021    | 1.48  |
| Votos nulos/en blanco                                                               | Votos nulos/en blanco                                 | 42,541    | –     |
| Total                                                                               | Total                                                 | 4,428,680 | 100   |
| Votantes registrados/participación                                                  | Votantes registrados/participación                    | 6,683,043 | 66.27 |
| Fuente: Constitutional Council Archivado el 29 de enero de 2022 en Wayback Machine. |                                                       |           |       |